# Thorsten Imkamp
Thorsten Imkamp (* 25. August 1967 in Bielefeld) ist ein deutscher Mathematiker, Physiker, Gymnasiallehrer, Buchautor, Honorardozent und Webvideoproduzent, der sich fachlich hauptsächlich mit Differentialgleichungen, stochastischen Prozessen und deren Anwendung in der mathematischen Physik befasst.

## Leben, Ausbildung und Arbeit
Nach dem Abitur 1987 am Helmholtz-Gymnasium Bielefeld studierte er ab 1988 an der Universität Bielefeld die Fächer Mathematik und Physik und schloss das Studium zunächst mit dem Diplom in Mathematik mit der Diplomarbeit „Diskretisation des Laplace-Kohn-Operators“ ab, und später mit dem Diplom in theoretischer Physik mit der Arbeit „Schrödinger operators with singular subcritical potentials“. In beiden Arbeiten geht es jeweils um stochastische Lösungen spezieller partieller Differentialgleichungen (Kohn-Laplace-Operator auf der Heisenberg-Gruppe, Schrödingergleichung). Nach dem Studium arbeitete Imkamp zunächst als Systemingenieur und Systemanalytiker in der Luftfahrtindustrie im Bereich technisches Operations Research, Algorithmen und Statistik. Nach zweijähriger Tätigkeit wechselte er im Jahr 2001 über ein Referendariat am Ratsgymnasium Bielefeld in den Beruf des Gymnasiallehrers und ist seit dem Erwerb des zweiten Staatsexamens für das Lehramt SI/SII 2003 am Städtischen Gymnasium in Gütersloh tätig.
Neben den Tätigkeitsschwerpunkten in der mathematischen Begabungsförderung und der didaktischen Weiterentwicklung des Physik-Unterrichts betreut er dort auch Kurse zur Studienvorbereitung in Mathematik und hält auf Honorarbasis Vorlesungen an der Hochschule Bielefeld (HSBI). Des Weiteren entwickelte er Differenzierungskurse zu den Themen Raumfahrt und Astronomie. 2011/12 war er ein Jahr als Moderator in der Lehrerfortbildung tätig.

## Arbeit als Autor
Imkamp ist Autor mehrerer Lehrbücher, die er gemeinsam mit Sabrina Proß von der HSBI (jetzt an der Universität zu Köln) verfasst hat. Der „Brückenkurs Mathematik“ ist in Kooperation mit der HSBI entstanden, um die Lücken beim Übergang Schule-Hochschule für Studierende zu schließen, die sich vorrangig den Ingenieur- oder Naturwissenschaften widmen wollen, und dafür tiefer gehende Kenntnisse der Mathematik benötigen. Dabei wurde das Projekt zunächst mit Vorlesungen am Städtischen Gymnasium Gütersloh für Schüler der Oberstufe erprobt. Proß und Imkamp reagierten damit auch auf die hohen Durchfallquoten in den Mathematik-Prüfungen an Hochschulen. Zur Unterstützung auch höherer Semester entstanden weitere Lehrbücher mit den jeweiligen Themen Differentialgleichungen und Stochastik bzw. stochastische Prozesse, wobei in diesen Büchern die Anwendung mathematischer Methoden auf natur- und ingenieurwissenschaftliche Problemstellungen im Vordergrund steht.
Aus Imkamps langjähriger Beschäftigung mit der Philosophie der modernen Physik, speziell den Interpretationen der Quantenmechanik, entstand das gemeinsam mit Miguel Galan Garcia verfasste Sachbuch „Spiritueller Atheismus“, in dem die Autoren Kritik an materialistisch geprägten Weltbildern üben und versuchen, eine Brücke von der modernen Physik zu einer wissenschaftlich basierten (atheistischen) Spiritualität zu schlagen. Sie plädieren dabei für ein Weltmodell auf Basis universellen Bewusstseins. Im Rahmen der zugrundeliegenden Ideen entstand auch Imkamps Science-Fiction-Roman „Der Server von Terrelion“, in dem Mars-Astronauten im Rahmen ihrer Mission der Essenz des Universums gewahr werden.

## Arbeit als YouTuber
Imkamp betreibt mehrere YouTube-Kanäle, die die Ausbildung von Schülern und Studierenden in den Fächern Mathematik und Physik unterstützen sollen. Neben dem Physik-Kanal, auf dem schwerpunktmäßig Erklärvideos zu Kern- und Elementarteilchenphysik, sowie Videos zu Verbindungen zwischen philosophischen und physikalischen Themen angeboten werden, gibt es zu den mathematischen Lehrbüchern jeweils eigene Kanäle mit Tutorials und ausführlichen Lösungsvideos.

## Bücher
- mit Sabrina Proß: Brückenkurs Mathematik für den Studieneinstieg, 2. Auflage, Springer 2023, ISBN 978-3-662-68302-6
- mit Sabrina Proß: Differentialgleichungen für Einsteiger, Springer 2019, ISBN 978-3-662-59830-6
- mit Sabrina Proß: Einstieg in die Stochastik, Springer 2021, ISBN 978-3-662-63766-1
- mit Sabrina Proß: Einstieg in stochastische Prozesse, Springer 2023, ISBN 978-3-662-66669-2
- mit Miguel Angel Galan Garcia: Spiritueller Atheismus, Kamphausen tao.de 2016, ISBN 978-3-96051-297-4
- Der Server von Terrelion, Kamphausen tao.de 2017, ISBN  978-3-96051-714-6